# 相坂優歌
相坂優歌（日语：／ Aisaka Yūka，1990年9月5日—）是日本的女性聲優、歌手，aptepro所屬，千葉縣出身。

## 人物
千葉縣出身。小時候看了《庫洛魔法使》後對動畫產生興趣，並開始閱讀動畫雜誌。
GUST發售的PS Vita用遊戲《時空原素》為初次主演的作品。喜歡唱歌、小動物、拉麵與乾燒蝦仁。拉麵的喜好屬於味道濃厚派。2014年目前有個2歲的弟弟。
2016年1月，發行首張單曲歌手出道。
因為喉嚨不適的關係，2018年6月25日宣布從7月開始短期暫停聲優工作。2019年2月2日事務所宣布重新開始聲優工作。

## 演出作品
※粗體字為主要角色。

### 電視動畫
2014年
- HAMATORA ─超能偵探社─（女高中生）
- 櫻Trick（野田琴音[8]）
- JoJo的奇妙冒險 星塵鬥士（女學生D）
- 星刻龍騎士（奧艾塔·布蘭、芙麗達·雪莉、女學生）
- 人生諮詢電視動畫「人生」（七瀨）
- 甘城輝煌樂園救世主（繆絲）
- 我，要成為雙馬尾（津邊愛香／藍馬尾）
- 斬！赤紅之瞳（盜人C）

2015年
- 干支魂（小兔）
- 城下町的蒲公英（佐藤花）
- 落第騎士英雄譚（日下部加加美）
- 我被抓到貴族女校當「庶民樣本」（東城香繪）

2016年
- Active Raid－機動強襲室第八課－（山吹陽）
- 迷家（真咲）
- 聖潔天使（日向美海）
- Active Raid－機動強襲室第八課－ 2nd（山吹陽）
- 偶像筆記（學生）

2017年
- 南鎌倉高校女子自行車社（渡邊千佳）
- 動物朋友（銀狐[9]）
- 重啟咲良田（岡繪里）
- 網路勝利組（紫丁香）

2018年
- 賽馬娘 Pretty Derby（成田白仁）

2019年
- 動物朋友2（銀狐）

2020年
- 魔法紀錄 魔法少女小圓外傳（梢麻友）
- ARGONAVIS from BanG Dream! ANIMATION（女子、女性）

2022年
- 超異域公主連結 Re:Dive Season 2（愛梅絲）
- 東京喵喵 NEW♡（山村播音員、幼兒園兒童）
- 因為是反派大小姐所以養了魔王（女僕）

2023年
- 異世界悠閒農家（拉姆莉亞絲[10]、克蘿涅、獸人族的小孩）
- 傲嬌反派千金莉潔洛特與實況主遠藤同學及解說員小林同學（部長、原部長）

2024年
- 夢想成為魔法少女（阿古屋真珠／洛可慕斯卡[11]）

2025年
- 破爛千金被姊姊的原婚約者溺愛著（圖妮卡[12]）

### 網路動畫
2018年
- 裝刀凱 The Animation（緒方沙耶香）

2021年
- 干支魂～貓客萬來～（小兔）

### 遊戲
2013年
- 聖潔天使 〜第2風紀委員 Girl's Battle〜（日向美海[13]）
- 必殺仕事人 懲罰收集（早瀨撫子）

2014年
- 最凶學園鐵拳回合戰[14]
- 大怪獸Rush Ultra Frontier（ユミザムシャー、ハンターボール）[15]
- 劍靈（格蓮·瑪麗娜）[16]

2015年
- 公主連結！（菲歐）
- 蘇菲的鍊金工房～不可思議書的鍊金術士～（蘇菲·諾伊恩謬拉）
- 問答RPG 魔法使與黑貓維茲（蘿葳·弗洛伊賽）
- 白貓Project（狐鈴）

2016年
- 蒼空解放（義侠の令嬢シャンティ）
- 菲莉絲的鍊金工房～不可思議旅的鍊金術士～（蘇菲·諾伊恩謬拉）

2017年
- 無雙☆群星大會串（蘇菲·諾伊恩謬拉）
- 莉迪&蘇瑞的鍊金工房～不可思議繪畫的鍊金術士～（蘇菲·諾伊恩謬拉）

2018年
- 魔法紀錄 魔法少女小圓外傳（梢麻友）
- 飛舞於天涯、粹之花（喜龍[17]）
- 超異域公主連結 Re:Dive（愛梅斯、涅比亞）
- 閃耀幻想曲（野田琴音）
- 天華百劍-斬-（嚴島之友成）
- 奈爾克與傳說之鍊金術士們 ～新大地之鍊金工房～（蘇菲·諾伊恩謬拉）

2021年
- 少女前線（AR-57）

2022年
- 蘇菲的鍊金工房2 ～不可思議夢的鍊金術士～（蘇菲·諾伊恩謬拉）

2024年
- 蔚藍檔案（龍華妃姬）

### 廣播劇CD
- 廣播劇「魔王勇者 外傳 砂丘之國的弓箭使」前篇・後篇（娘）
- 吸血鬼僕人（瑪莉[18]）
- 星刻龍騎士（女學生）
- 初戀的過程（女學生）

### Web Radio
- 青蘭學園放送部（Ange Vierge公式網站：2013年10月27日 - ）

### 其他
- 「Ange Vierge」Starter Deck、Booster Pack第1章 青蘭的聖少女（電視廣告旁白）

## 音樂作品

### 單曲
|        | 發售日        | 標題 | 規格產品編號 | 規格產品編號 | 最高排名 |
| 初回盤 | 發售日        | 標題 | 通常盤       |              | 最高排名 |
| ------ | ------------- | ---- | ------------ | ------------ | -------- |
| 1st    | 2016年1月27日 |      | VTZL-106     | VTCL-35221   | 44名     |
| 2nd    | 2016年8月3日  |      | VTZL-114     | VTCL-35234   | 32名     |
| 3rd    | 2017年11月8日 |      | VTZL-137     | VTCL-35262   | 36名     |

### 專輯
|            | 發售日        | 標題 | 規格產品編號 | 規格產品編號 | 最高排名 |
| 初回限定盤 | 發售日        | 標題 | 通常盤       |              | 最高排名 |
| ---------- | ------------- | ---- | ------------ | ------------ | -------- |
| 1st        | 2018年1月31日 |      | VTZL-138/9   | VTCL-60460   | 33名     |

### 商業搭配
| 歌曲 | 商業搭配                                              | 年份   |
| ---- | ----------------------------------------------------- | ------ |
|      | 電視動畫《Active Raid－機動強襲室第八係－》片尾曲     | 2016年 |
|      | 電視動畫《Active Raid－機動強襲室第八係－ 2nd》片頭曲 | 2016年 |
|      | 電視動畫《網路勝利組》片尾曲                          | 2017年 |
|      | 劇場版動畫《Code Geass 反叛的魯路修II 叛道》插入曲    | 2018年 |

### 角色歌
| 發售日   | 標題                                      | 名義 | 樂曲                                     | 商業搭配                               |
| 2014年   | 2014年                                    | 2014年 | 2014年                                   | 2014年                                 |
| -------- | ----------------------------------------- | --- | ---------------------------------------- | -------------------------------------- |
| 1月29日  | Won(*3*)Chu KissMe!/Kiss(and)Love         | SAKURA*TRICK（戶松遙、井口裕香、相坂優歌、五十嵐裕美、淵上舞、戶田惠）                                                                              | 「Won（*3*）Chu KissMe!」                | 電視動畫《櫻Trick》片頭曲              |
| 1月29日  | Won(*3*)Chu KissMe!/Kiss(and)Love         | SAKURA*TRICK（戶松遙、井口裕香、相坂優歌、五十嵐裕美、淵上舞、戶田惠）                                                                              | 「Kiss(and)Love【SAKURA♪Ver.】」         | 電視動畫《櫻Trick》角色歌              |
| 2月26日  | SAKURA♪SONG 02                            | 野田琴音（相坂優歌） | 「」                                     | 電視動畫《櫻Trick》角色歌              |
| 4月9日   | SAKURA♪SONG ALBUM SAKURA*SAKU -櫻*作-     | SAKURA*TRICK【琴音（相坂優歌）&雫（五十嵐裕美）】                                                                                                   | 「桃色Lip☆Trip」 「Kiss（and）Love【】」 | 電視動畫《櫻Trick》角色歌              |
| 5月21日  | 《櫻Trick》Blu-ray & DVD第3卷特典收录乐曲 | 野田琴音（相坂優歌） | 「Won(*3*)Chu KissMe!」ver.              | 電視動畫《櫻Trick》角色歌              |
| 10月22日 |                                           | BRILLIANT4［缪丝（相坂優歌）、席尔菲（黑澤朋世）、珂玻莉（三上枝織）、莎萝曼（津田美波）］                                                          |                                          | 電視動畫《甘城輝煌樂園救世主》片尾曲   |
| 10月22日 | 電視動畫《甘城輝煌樂園救世主》插入曲      | BRILLIANT4［缪丝（相坂優歌）、席尔菲（黑澤朋世）、珂玻莉（三上枝織）、莎萝曼（津田美波）］                                                          |                                          |                                        |
| 10月22日 | 双马尾·梦想家！（）                       | 双马尾战队［红马尾（上坂菫）、蓝马尾（相坂優歌）、黄马尾（赤崎千夏）］                                                                              |                                          | 電視動畫《我，要成為雙馬尾》片尾曲     |
| 10月22日 | 双马尾·梦想家！（）                       | 朵艾儿（内田真礼）、津边爱香（相坂優歌） |                                          | 電視動畫《我，要成為雙馬尾》片尾曲     |
| 11月19日 | 甘城輝煌樂園救世主 角色歌曲集             | BRILLIANT4［缪丝（相坂優歌）、席尔菲（黑澤朋世）、珂玻莉（三上枝織）、莎萝曼（津田美波）］                                                          |                                          | 電視動畫《甘城輝煌樂園救世主》角色歌   |
| 11月22日 |                                           | 蓝马尾（相坂優歌） |                                          | 電視動畫《我，要成為雙馬尾》角色歌     |
| 11月22日 |                                           | 蓝马尾（相坂優歌） |                                          | 電視動畫《我，要成為雙馬尾》角色歌     |
| 12月17日 | 马尾变身！双马尾传说（）                  | 双马尾战队［红马尾（上坂菫）、蓝马尾（相坂優歌）、黄马尾（赤崎千夏）］                                                                              |                                          | 電視動畫《我，要成為雙馬尾》插入曲     |
| 12月17日 | 马尾变身！双马尾传说（）                  | 蓝马尾（相坂優歌） |                                          | 電視動畫《我，要成為雙馬尾》插入曲     |
| 2015年   |                                           | |                                          |                                        |
| 4月22日  | blue moment                               | 萌力BOB（村川梨衣、大原沙耶香、松井惠理子、巽悠衣子、相坂優歌、内田真礼、生天目仁美、小澤亞李、渊上舞、户田惠、佐佐木未来、本多真梨子、花守由美里） | 「blue moment」                          | 電視動畫《干支魂》片尾曲               |
| 4月22日  | blue moment                               | 萌力BOB（村川梨衣、松井惠理子、相坂優歌、花守由美里）                                                                                               | 「blue moment[LIVE ARRANGE ver.]」       | 電視動畫《干支魂》片尾曲               |
| 4月22日  |                                           | 缪丝（相坂優歌）from BRILLIANT4 |                                          | 電視動畫《甘城輝煌樂園救世主》角色歌   |
| 4月22日  |                                           | 缪丝（相坂優歌）from BRILLIANT4 |                                          | 電視動畫《甘城輝煌樂園救世主》角色歌   |
| 4月22日  |                                           | 缪丝（相坂優歌）from BRILLIANT4 |                                          | 電視動畫《甘城輝煌樂園救世主》角色歌   |
| 4月22日  |                                           | 缪丝（相坂優歌）from BRILLIANT4 |                                          | 電視動畫《甘城輝煌樂園救世主》角色歌   |
| 5月13日  | 《干支魂》BD第贰卷特典乐曲                | 兔宝（相坂優歌） |                                          | 電視動畫《干支魂》角色歌               |
| 6月17日  |                                           | 兔宝（相坂優歌）、小马（小澤亞李）、奇奇（户田惠）、小狗（本多真梨子）                                                                              |                                          | 電視動畫《干支魂》角色歌               |
| 6月17日  | 兔宝（相坂優歌）                          | |                                          | 電視動畫《干支魂》角色歌               |
| 2016年   |                                           | |                                          |                                        |
| 8月12日  |                                           | （春宮空子（森千早都）、瀨月唯（相坂優歌）、羽田千乃（本渡楓））                                                                                    | Flower Tune                              | 偶像連結 Unit Disc                     |
| 8月12日  |                                           | （春宮空子（森千早都）、瀨月唯（相坂優歌）、羽田千乃（本渡楓））                                                                                    |                                          | 偶像連結 Unit Disc                     |
| 8月12日  | Feelings of girl                          | 瀨月唯（相坂優歌） | 恋スル私←New!                            | 偶像連結 Solo Disc                     |
| 2017年   |                                           | |                                          |                                        |
| 2月28日  |                                           | 瀨月唯（相坂優歌） | WHITE PAGE                               | 《偶像連結 AsteriskLive》Memorial Disc |

## 外部連結
- 事務所官方簡歷 （页面存档备份，存于） （日語）
- http://ameblo.jp/aiyu-nyan/ （页面存档备份，存于） （日語）